# SCG5
SCG5‏ (Secretogranin V) هوَ بروتين يُشَفر بواسطة جين SCG5 في الإنسان.